# James J. Andrews
Pour les articles homonymes, voir James J. Andrews (mathématicien) (en) et Andrews..
James J. Andrews (1829 – 7 juin 1862) est un agent de renseignement lors de la guerre de Sécession agissant pour l'Armée de l'Union. Il mène un raid sur la ligne de chemin de fer Western and Atlantic Railroad, cet épisode étant souvent désigné sous le nom de raid d'Andrews ou Great Locomotive Chase. Fait prisonnier, Andrews est exécuté ainsi que sept des hommes y ayant participé.